# Umm Dreiga
Umm Dreiga, Oum Dreyga o Oum Dreiga (in arabo: أم دريجة) è una città-oasi del Sahara Occidentale nella regione del Río de Oro.

## Storia
Ha servito da riparo e sosta per i rifugiati Saharawi fra la fine del 1975 e l'inizio del 1976, dopo l'invasione mauritana e marocchina del Sahara occidentale.
Nel febbraio 1976, le Forze aeree marocchine usarono napalm, fosforo bianco e bombe a frammentazione contro colonne ed accampamenti di rifugiati, causando centinaia di vittime e provocando proteste internazionali. I rifugiati, provenienti dalla costa del Rio de oro e prevalentemente dalla città che allora si chiamava Villa Cisneros, si mossero successivamente attraverso il deserto del Sahara verso Tindouf in Algeria, dove molti di loro rimasero da allora nei quattro campi per rifugiati.
La città vide numerose battaglie dal 1975 al 1981 nella guerra fra il Polisario e l'esercito marocchino, fino a che venne inglobata all'interno del Muro Marocchino nel settembre 1985 all'interno del quinto muro.
Attualmente ha una base della missione MINURSO.

## Amministrazione

### Gemellaggi
- Castiglione di Garfagnana
- Cascina
- Castelfranco di Sotto
- Chiusi
- Gavorrano
- Carrara
- Larciano
- Montecarlo